# Tasikmalaya
Cet article concerne une ville indonésienne. Pour le département indonésien, voir Kabupaten de Tasikmalaya.
Tasikmalaya est une ville d'Indonésie dans la province de Java occidental. Elle a le statut de kota et est donc administrativement distincte du kabupaten de Tasikmalaya.

## Histoire
À Tasikmalaya résidait un assistent-resident néerlandais, sous les ordres du resident du Priangan, qui était le pendant colonial du regent soundanais.

## Transports
Tasikmalaya est située sur la ligne de chemin de fer qui relie Bandung à l'ouest à Yogyakarta à l'est.
Il est prévu de faire de la base aérienne Wiriadinata un aéroport commercial.

## Galerie

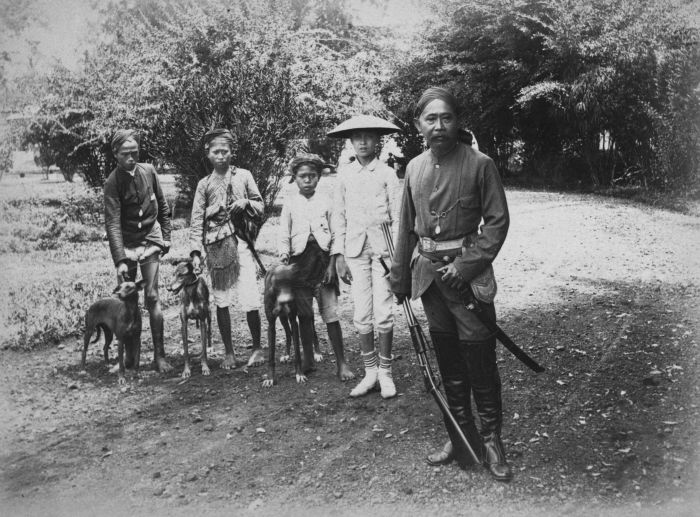
Le regent de Manonjaya (fin du XIXe siècle)
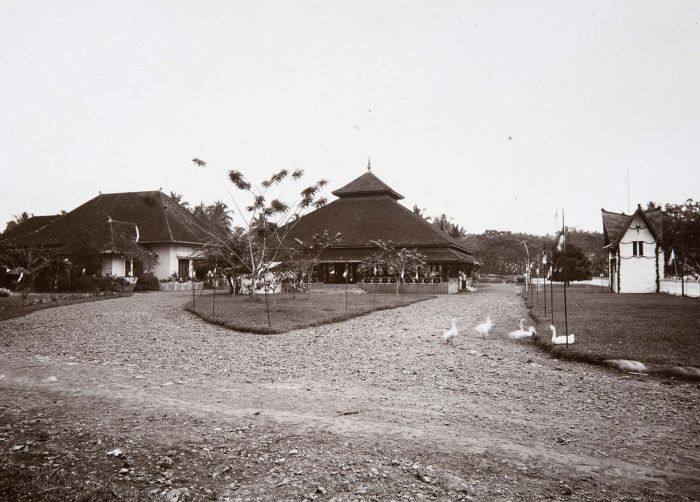
La demeure du regent de Tasikmalaya
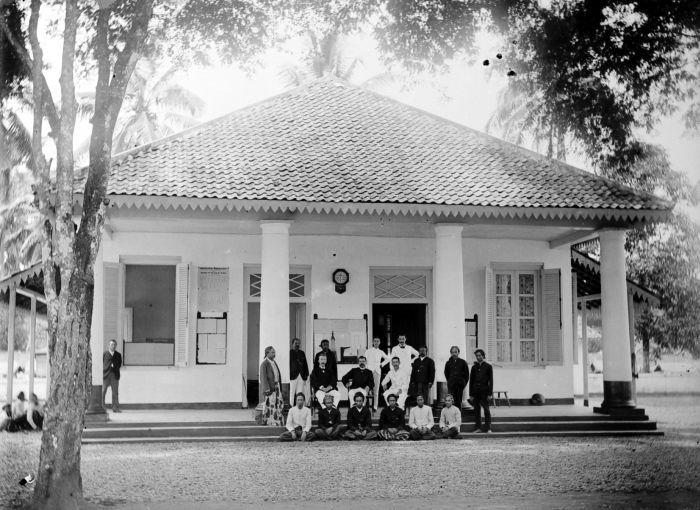
Le bureau de l' assistent-resident de Tasikmalaya (vers 1920)
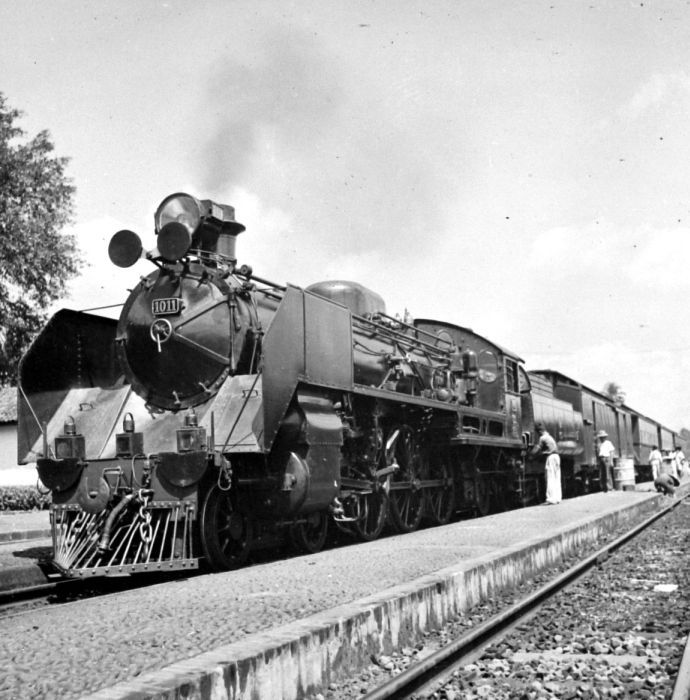
La gare de Tasikmalaya en 1938

## Personnalités
Susi Susanti (1971-), première championne olympique de badminton, en 1992.